# حمام صفائیان (حمام گودی)
حمام صفائیان (حمام گودی) مربوط به دوره قاجار است و در تربت حیدریه، خیابان فردوسی جنوبی، کوچه شیرچهارسوق واقع شده و این اثر در تاریخ ۵ تیر ۱۳۸۴ با شمارهٔ ثبت ۱۱۹۲۲ به‌عنوان یکی از آثار ملی ایران به ثبت رسیده است.